# Callicera rufa
Callicera rufa es una especie de mosca sírfida. Se distribuyen por el Paleártico.
Habitan bosques de pinos.